# Carbedo
Carbedo (llamada oficialmente O Carbedo) es una aldea española situada en la parroquia de Esperante, del municipio de Folgoso de Caurel, en la provincia de Lugo, Galicia.

## Demografía
| Gráfica de evolución demográfica de Carbedo entre 2000 y 2019 |
|                                                               |
| Datos según el nomenclátor publicado por el INE.              |